# Lazare Ier de Djahouk
Lazare Ier de Djahouk ou Ghazar Ier Č‘ahkec‘i (en arménien Ղազար Ա Ջահկեցի) est Catholicos de l'Église apostolique arménienne de 1737 à 1751.

## Biographie
Ghazar ou Lazare est né à Djahouk en Siounie. Il est évêque arménien de Smyrne lorsqu’il est élu Catholicos en 1737 après la mort d'Abraham III de Crète et consacré en 1738. Dès 1740 il doit fait face à l’opposition d’un anti-Catholicos en la personne de Hovhannès d’Akoulis ou d'Agoulis (1740-1741).
En 1748, il est déchu du catholicossat et le siège, dans un premier temps proposé à Sahak de Keghi, est finalement attribué à Petros (II) Koutur (1748-1749). Ce dernier meurt après dix mois d’exercice de la charge et Lazare est rappelé. Il se maintient comme Catholicos jusqu’à sa mort en 1751. C’est pendant son catholicossat qu’Abraham Ardzivian, ancien évêque arménien d’Alep, fonde en 1740/1742 l’Église catholique arménienne.
Ghazar ou Lazare Ier est à l’origine de la construction à Etchmiadzin d’un bâtiment destiné à recevoir une hôtellerie pour les pèlerins d’une trentaine de chambres et appelé « Ghazarapad ».
Dans un mémoire, Marie-Félicité Brosset indique enfin que, selon Victor Langlois, le Catholicos Lazare Ier serait l’auteur « d’un livre de controverses religieuses émaillé de renseignements plutôt légendaires qu’historiques ».

## Sources
- Joseph Fr. Michaud et Louis Gabriel Michaud, Biographie universelle, ancienne et moderne, tome XXXIX, Paris, 1825, p. 502.